# Jacob Walcott
Jacob Walcott (Abingdon, 29 juni 1992) is een voormalig Engels voetballer die als aanvaller speelde.

## Loopbaan
Walcott speelde in de jeugd bij Reading FC en werd in oktober en november 2010 verhuurd aan Staines Town FC waarvoor hij in de FA Cup en in vijf competitiewedstrijden speelde. Begin 2011 werd hij door Reading tot het einde van het seizoen 2010/11 verhuurd aan Telstar. Hij speelde veertien wedstrijden waarbij hij twee doelpunten maakte. In 2012 liep zijn contract bij Reading af en hij ging naar North Leigh FC. Al snel ging hij naar Oxford City FC waarvoor hij zeven wedstrijden in de Conference North speelde. Van december 2012 tot medio 2014 speelde hij wederom voor North Leigh in de Southern Football League. In het seizoen 2014/15 speelde hij voor Banbury United FC.  
Hij is een neef van de voormalig voetballer Theo Walcott en was Engels jeugdinternational onder 16 en onder 17.